# Divoké víno
Divoké víno byl literární a umělecký časopis, vydávaný od září 1964. Časopis založili středoškolští studenti v Praze-Libni Ludvík Hess a Emil Machálek. Časopis nebyl nikdy oficiálně povolený a jeho vydávání ukončil administrativní a policejní zásah počátkem roku 1972. V roce 2002 obnovil Ludvík Hess vydávání Divokého vína v podobě internetového periodika www.divokevino.cz.
Své první verše v Divokém víně otiskli Jiří Žáček, Karel Sýs, Petr Cincibuch, Pavel Verner, Jaroslav Holoubek a stovky dalších. Divoké víno publikovalo od roku 1965 verše Václava Hraběte a otisklo prakticky všechny jeho básně i jedinou povídku Horečka. Druhým významným básníkem Divokého vína, jehož život skončil tragicky, byl Ladislav Landa. Divoké víno mu vydalo posmrtně sbírku pod názvem Básně. Své práce zde publikovala také Jana Černá.
Národní knihovna ČR a Nakladatelství Slovart vydaly v roce 2007 rozsáhlou a výpravnou pětisetstránkovou knihu Ludvíka Hesse Antologie Divoké víno 1964–2007. V roce 2017 vydalo Nakladatelství Slovart druhý díl Antologie 2007–2017. Autorem je opět Ludvík Hess, kniha čítá příspěvky skoro stovky dalších autorů. Třetí díl Antologie Divoké víno 2017-2021 aneb Mám víc kamarádů nebožtíků než živých, vyšel v Nakladatelství Slovart v prosinci 2021. 